# Ludmila Kulíčková
Ludmila Kulíčková (23. prosince 1921 Prušánky – 18. srpna 1992) byla česká a československá politička Komunistické strany Československa a poúnorová poslankyně Národního shromáždění ČSSR a Sněmovny lidu Federálního shromáždění.

## Biografie
Ve volbách roku 1964 byla zvolena za KSČ do Národního shromáždění ČSSR za Jihomoravský kraj. V Národním shromáždění zasedala až do konce volebního období parlamentu v roce 1968.
K roku 1968 se profesně zmiňuje coby úřednice z obvodu Hodonín.
Po federalizaci Československa usedla roku 1969 do Sněmovny lidu Federálního shromáždění (volební obvod Hodonín), kde setrvala do března 1971, kdy rezignovala na poslanecký post.